# Allée couverte de Conflans
L'allée couverte de Conflans est une allée couverte initialement située à Conflans-Sainte-Honorine puis déplacée au château de Saint-Germain-en-Laye afin de la protéger d'une destruction définitive.

## Historique
En 1872, le propriétaire du champ où s’élevait l'allée couverte, entreprit de la détruire pour en récupérer les pierres. Les tables de couverture furent débitées et la couche archéologique retirée de la chambre. Alerté, Guégan de l'Isle se rendit sur place et tenta en vain de stopper la destruction de l'édifice. Les dalles subsistantes furent rachetées par la commune puis par le Musée d'Archéologie Nationale et l'édifice fut remonté dans les douves du Château de Saint-Germain-en-Laye.

## Description
L'allée avait été édifiée à 47 m d'altitude au bord du plateau dominant la confluence de l'Oise et de la Seine. Elle était orientée nord-sud, l'entrée étant placée au sud face à la Seine. L'édifice se compose d'une chambre et d'une antichambre séparées par deux dalles d'entrée. Selon Guégan de l'Isle, un tumulus de pierrailles recouvrait à l'origine le monument.
La chambre mesure 9,45 m de long. Sa largeur varie entre 1,25 m au fond, 2,15 m au centre et 2 m à l'entrée. La hauteur sous dalle était d'environ 2 m au fond et au centre pour 1,50 m à 1,75 m à l'entrée. La chambre est délimitée par une dalle de chevet (2,10 m de large sur 2 m de haut) au fond et cinq orthostates massifs de chaque côté. Une dalle transverse est disposée perpendiculairement au côté ouest à 3,35 m du chevet, laissant un passage d'environ 0,60 m côté est. Toutes les dalles sont en grès d'origine locale. Les interstices entre dalles ont été comblés par des plaquettes en calcaire. L'ensemble était lors de sa découverte protégé par quatre tables de couverture qui ont été détruites.

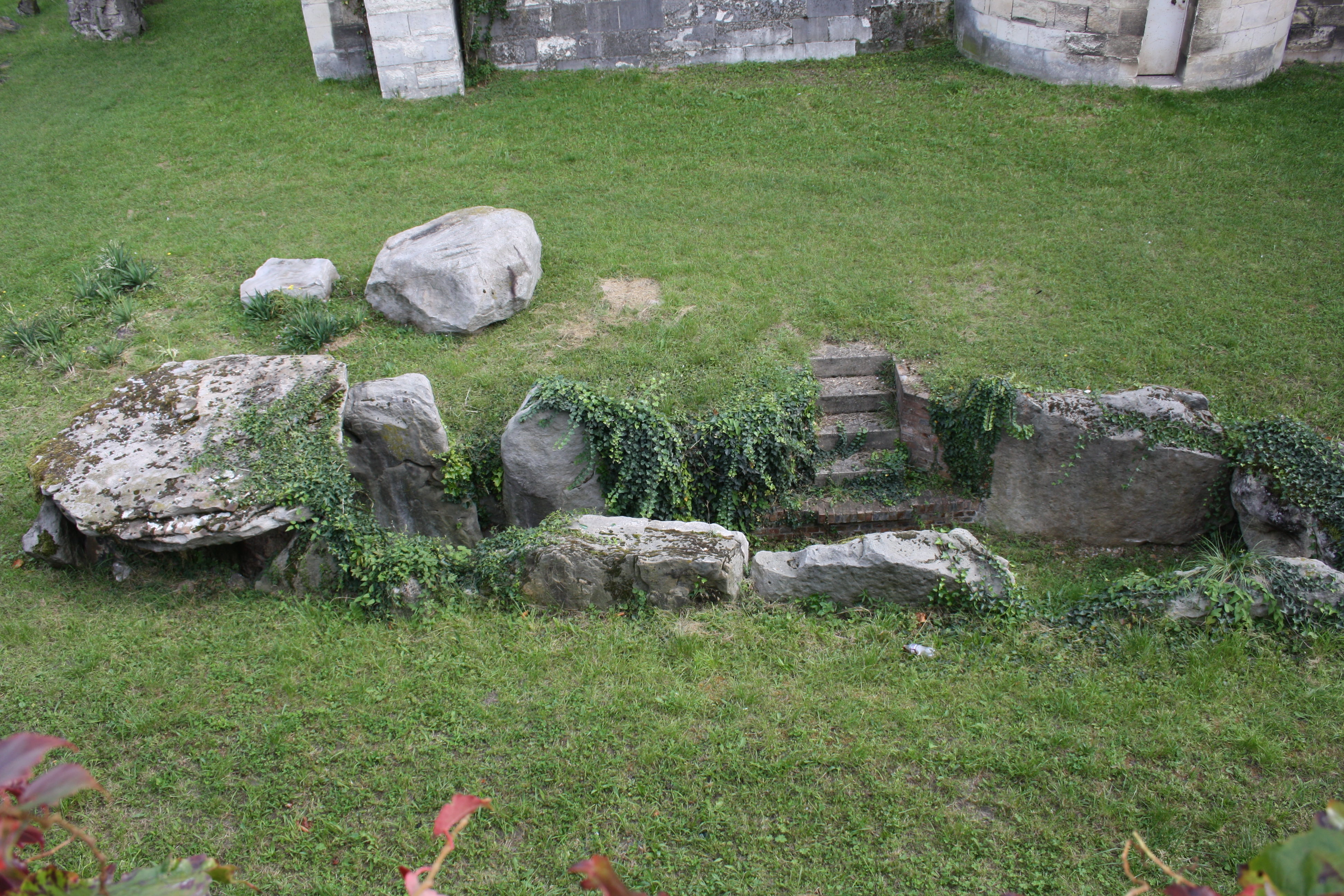
L'allée reconstituée avec un escalier

L'antichambre mesure 2 m de longueur. C'est un petit espace de forme trapézoïdale, s'élargissant de 1,75 m à l'entrée jusqu'à 2,20 m côté chambre, délimité par des dalles de calcaire et de grès plus petites que celles de la chambre et un muret en pierres sèches côté sud.
L'entrée,séparant la chambre de l'antichambre, est constituée de deux dalles en calcaire d'inégales largeur étroitement imbriquées barrant transversalement l'allée sur toute sa largeur. Côté ouest, la plus petite mesure 0,45 m de large pour 1,20 m de haut sur une épaisseur de 0,50 m. Côté est, la seconde dalle mesure 1,55 m de large pour 1,45 m de haut sur une épaisseur de 0,50 m. Ses faces ont été retaillées et son sommet semble avoir été aplati. Elle est percée d'un trou circulaire dans sa partie la moins épaisse. Le bouchon de fermeture est un bloc de calcaire d'un diamètre d'un peu plus de 0,50 m.
Lors du remontage de l'allée dans les douves du château de Saint-Germain-en-Laye, l'un des orthostates latéraux fut converti en table de couverture et l'emplacement laissé libre remplacé par un escalier en brique totalement incongru.

## Couche archéologique
Alexandre Bertrand et Guégan de l'Isle fouillèrent les déblais de l'allée et interrogèrent le propriétaire du champ sur les éventuelles découvertes faites lors du vidage de la chambre. Il semble que la tombe renfermait environ une vingtaine de squelettes. Trois crânes auraient pu être sauvegardés dont celui d'une femme adulte. Le mobilier funéraire connu se limite à une hache polie, des fragments de haches polies, grattoirs, percuteurs et autres outils en silex ainsi qu'une petite amulette en diorite.